# Epischer Zyklus
Der Epische Zyklus oder Epische Kyklos (altgriechisch Ἐπικὸς Κύκλος Epikós Kýklos), ein antiker Begriff, war eine Sammlung von altgriechischen Ependichtungen, die von der Geschichte des Trojanischen Krieges erzählten. Sie umfasste die Kypria, Aithiopis, Kleine Ilias, Iliu persis („Der Fall von Troja“), Nostoi („Heimkehrerepen“) und  Telegonie. Gelehrte zählen manchmal die beiden homerischen Epen Ilias und  Odyssee unter die Dichtungen des epischen Zyklus, aber der Begriff wird häufiger verwendet, um die nicht-homerischen Dichtungen als verschieden von den homerischen zu spezifizieren. Die Dichter, die dem Epischen Zyklus zugerechnet werden, heißen Kyklische Dichter.
Neben der Odyssee und der Ilias sind die zyklischen Epen nur in Fragmenten erhalten, wobei von den wichtigsten eine detaillierte Zusammenfassung von einer Person namens Proklos verfasst wurde (bei der es sich nicht um die gleiche Person wie den Philosophen Proklos Diadochus handelt, jedoch möglicherweise um Eutychios Proklos). Die Epen waren in daktylischen Hexametern geschrieben.
In der modernen Forschung wird das Studium der historischen und literarischen Beziehungen zwischen den homerischen Epen und dem Rest des Zyklus Neoanalyse genannt.

## Übersicht
| Titel                          | Umfang (Bücher) | gewöhnliche Zuschreibung | Inhalt |
| ------------------------------ | --------------- | ------------------------ | --- |
| Kypria                         | 11              | Stasinos                 | Die Ereignisse, die zum Trojanischen Krieg führen, und die ersten neun Jahre des Konfliktes, insbesondere das Urteil des Paris                                                     |
| Ilias                          | 24              | Homer                    | Achilleus’ Zorn gegen König Agamemnon und dann den trojanischen Prinzen Hektor, der mit der Tötung Hektors durch Achilleus aus Rache für den Tod des Patroklos endet               |
| Aithiopis                      | 5               | Arktinos von Milet       | Die Ankunft der trojanischen Alliierten, der Amazone Penthesileia und des Memnon; ihr Tod durch die Hand des Achilleus aus Rache für den Tod des Antilochos; der Tod des Achilleus |
| Kleine Ilias                   | 4               | Lesches                  | Ereignisse nach dem Tod des Achilleus: Streit zwischen Aias und Odysseus um die Waffen des gefallenen Achilleus und Bau des Trojanischen Pferdes                                   |
| Iliu persis („Fall von Troja“) | 2               | Arktinos von Milet       | Die Zerstörung von Troja durch die Griechen |
| Nostoi („Heimkehrer“)          | 5               | Hagias oder Eumelos      | Die Heimkehr der griechischen Streitkräfte und die mit ihrer Ankunft verbundenen Ereignisse, die mit der Rückkehr des Agamemnon und Menelaos schließen                             |
| Odyssee                        | 24              | Homer                    | Das Ende der Reise des Odysseus und seine Rache an den Freiern seiner Frau Penelope, die sein Eigentum während seiner Abwesenheit verprasst haben                                  |
| Telegonie                      | 2               | Eugammon                 | Die Reise des Odysseus nach Thesprotia und die Rückkehr nach Ithaka, der Tod durch die Hand des illegitimen Sohnes Telegonos                                                       |

Ein längerer epischer Zyklus, den der Gelehrte und Geistliche Photius im neunten Jahrhundert in seiner Bibliothek beschreibt, schloss auch die Titanomachie und den Thebanischen Zyklus ein, der wiederum die Oidipodeia, die Thebais, die Epigoni und die Alcmeonis enthielt. Es ist jedoch sicher, dass keine der zyklischen Epen (außer Homer) in der Zeit des Photius noch existierten, und es ist wahrscheinlich, dass Proklos und Photius sich nicht auf eine kanonische Sammlung bezogen. Moderne Forscher schließen den Thebanischen Zyklus normalerweise nicht ein, wenn sie sich auf den Epischen Zyklus beziehen.

## Evidenz für den Epischen Zyklus
Nur die Ilias und die Odyssee sind noch intakt, allerdings sind Fragmente von anderen Epen von späteren Autoren zitiert und einige Zeilen in den zerstreuten Überresten alter Papyri überliefert worden.
Unsere Kenntnis über die zyklischen Epen rührt zumeist von einer unvollständigen Zusammenfassung von ihnen her, die als Teil des Vorwortes des berühmten Ilias-Manuskriptes aus dem 10. Jahrhundert dient, das unter dem Namen Venetus A bekannt ist. Dieses Vorwort ist beschädigt, die Kyprien fehlen, und muss durch andere Quellen ergänzt werden (die Zusammenfassung der Kyprien ist in mehreren anderen Manuskripten erhalten, von denen jedes nur die Kyprien enthält und keine der anderen Epen). Diese Zusammenfassung ist wiederum ein Auszug aus einem längeren Werk.
Dieses längere Werk hatte den Titel Chrestomathie und wurde verfasst von einer Person namens Proklos. Dies ist bekannt nach dem Zeugnis, welches der spätere Gelehrte Photius in seiner Bibliotheca abliefert. Photius liefert ausreichend Informationen über Proklos’ Chrestomathie, um zu demonstrieren, dass der  Venetus-A-Auszug aus dem gleichen Werk stammt. Über Proklos ist wenig bekannt, außer dass er gewiss nicht der Philosoph Proklos Diadochos ist. Manche haben angenommen, dass es die gleiche Person wie der weniger bekannte Grammatiker Eutychios Proklos sein könnte, der im 2. Jahrhundert lebte, aber es ist recht gut möglich, dass er eine sonst unbekannte Persönlichkeit ist.

### Ausgaben
- Englische Übersetzungen:
  - Hesiod: The Homeric Hymns and Homerica. Hrsg. & übers. v.  Hugh G. Evelyn-White. Loeb Classics, Cambridge Mass 1914. (Online Medieval and Classical Library text)
  - Hesiod: The Homeric Hymns and Homerica. Übers. v. H.G. Evelyn-White. Harvard University Press, Cambridge Mass  1924, 1936, 1970 (Repr.). ISBN 0-674-99063-3 (Project Gutenberg Ebook text-download)
  - Proclus: The Epic Cycle. Proclus’ Summary of the Cypria, attributed to Stasinus of Cyprus, omitting the „Telegony“. Hrsg. u. übers. v. Gregory Nagy. (Perseus online-Projekt)
- Griechische Ausgaben:
  - Alberto Bernabé Pajares: Poetarum epicorum Graecorum testimonia et fragmenta. Bd. 1. Leipzig 1987. ISBN 3-322-00352-3
  - Malcolm Davies: Epicorum Graecorum fragmenta. Göttingen 1988. ISBN 3-525-25747-3
  - Martin Litchfield West: Greek Epic Fragments. Cambridge MA 2003. ISBN 0-674-99605-4 (griech.-engl.)
- Textkritische griechische Ausgabe:
  - Thomas William Allen: Homeri Opera. Tomvs V. Hymnos Cyclum Fragmenta Margiten Batrachomyomachiam Vitas Continens. Oxford 2008. ISBN 978-0-19-814534-9 (Oxford Classical Texts – Scriptorum Classicorum Bibliotheca Oxoniensis)

### Sekundärliteratur
- Jonathan S. Burgess: The Tradition of the Trojan War in Homer and the Epic Cycle. Baltimore 2001. ISBN 0-8018-7890-X
- Malcolm Davies: The Greek Epic Cycle. Bristol 1989. ISBN 1-85399-039-6
- Wolfgang Kullmann: Die Quellen der Ilias (troischer Sagenkreis). Wiesbaden 1960, 1998 (repr.). ISBN 3-515-00235-9
- David Monro: On the Fragment of Proclus’ Abstract of the Epic Cycle Contained in the Codex Venetus of the „Iliad“. In: Journal of Hellenic Studies. Band 4, 1883, S. 305–334. ISSN 0075-4269
- David Monro: Homer’s Odyssey, books XIII-XXIV. Oxford 1901, S. 340–384.
- Albert Severyns: Le cycle épique dans l’école d’Aristarque. Liège, Paris 1928.
- Albert Severyns: Recherches sur la „Chrestomathie“ de Proclos. Bibliothèque de la faculté de philosophie et lettres de l’université de Liège. 4 Bde. Paris 1938, 1938, 1953, 1963. (Vols. 1 and 2 are on Photius, 3 and 4 on other MSS.)
- Albert Severyns: Texte et apparat, histoire critique d’une tradition imprimée. Brüssel 1962.
- Friedrich Gottlieb Welcker: Der epische Zyklus oder die Homerischen Dichter. 2 Bde. Weber, Bonn 1835, 1865–1882, Olms, Hildesheim 1981 (Repr.). ISBN 3-487-07132-0
- Friedrich Gottlieb Welcker: Die griechischen Tragödien mit Rücksicht auf den epischen Zyklus geordnet. 3 Bde. Weber, Bonn 1839–1841.